# 铃铛刺
铃铛刺（学名：Halimodendron halodendron）为豆科铃铛刺属下的一个变种。

## 扩展阅读
維基物種上的相關：铃铛刺